# Неославізм

Сучасна карта слов'яномовних народів Європи. Південні слов'яни виділені темно-зеленим кольором, східні слов'яни — середнім зеленим, а західні слов'яни — світло-зеленим.

Неославізм був короткочасним рухом, що виник в Австро-Угорщині близько 1908 року і вплинув на сусідні слов'янські держави на Балканах, а також на Росію. Неославісти пропагували співробітництво між слов'янами на рівних умовах, щоб протистояти германізації, проводити модернізацію, а також ліберальні реформи, і хотіли створити демократичну спільноту слов'янських народів без домінуючого впливу Росії.
Це була гілка більшої та давнішої ідеології панславізму. На відміну від панславізму, неослов'янство не надавало значення релігії і не робило розрізнення між католиками та православними, не підтримувало створення єдиної слов'янської держави, а переважно було зацікавлене в ненасильницькій реалізації своєї програми.

## Історія
Рух виник серед слов'ян Австро-Угорщини, які прагнули досягти в цій державі рівного статусу з австрійцями та угорцями. Він був особливо популярним серед молодочеської партії в Австро-Угорщині і був описаний як «по суті чеське творіння», спровокований лідером молодих Чехів Карелом Крамаржем. Неослов'янський рух провів два з'їзди. Установчий з'їзд відбувся в Празі в липні 1908 року, другий відбувся в Софії в липні 1910 року. Два інших, менш офіційних, зібрання неослов'янських активістів відбулися в Санкт-Петербурзі в травні 1909 року та лютому 1910 року. Незважаючи на цю активність, рух не досягнув значного прогресу, перш ніж розвіявся після боснійської кризи та наступних Балканських та Першої світової війни. Вона також страждала від відмінностей між різними слов'янськими групами, антагонізму між поляками та українцями, між різними балканськими націями та відсутності підтримки з боку цих націй як для Австро-Угорщини, так і для Росії. Рух оголосив себе аполітичним, але, тим не менш, австро-угорські чиновники поставилися до нього з підозрою.
Одним із небагатьох наслідків руху стало створення Федерації слов'янських соколів (сокільський рух дуже підтримував неослов'янство).

## Характеристики
Неослов'янство мав на меті побудувати бар'єр проти німецької експансії, спираючись на Росію. Німеччина вважалася загрозою через її політику германізації та повільне, але неухильне розширення впливу на слов'янські землі. У порівнянні з панславізмом, який вважався підпорядкованим російським інтересам, замість російського панування над усіма слов'янами, яке пропагував панславізм, він мав на меті більш збалансовану федерацію слов'янських держав, яка, як сподівалися, виникне з реформованої Австро-Угорщини. Його також описували як остаточну еволюцію австро-слов'янства. За межами Австрії він мав на меті примирення між поляками та росіянами, при цьому російські неославісти заявили про свою підтримку відтворення незалежної Польщі, тоді як польські неославісти визнали, що примирення потрібне для протидії німецькій загрозі. Російські неославяни були зацікавлені, зокрема, у сприянні рівноправним відносинам між народами Російської імперії, створенні конституційно-ліберального ладу і тим самим модернізації Росії; їхні загальні погляди не були експансіоністськими, і вони домагалися балансу сил у Європі проти зростання потужності Німеччини.
Крім Карела Крамаржа, серед відомих неослов'янських діячів були словенський банкір і політик Іван Грібар і, поки він не дистанціювався від руху на знак протесту проти русифікаційної політики влади в російській Польщі, польський політик Роман Дмовський.
Незважаючи на те, що неослов'янство було недовгим, його, тим не менш, описували як значний вплив на міжслов'янську політику того періоду.

## Джерело
- Янко Сакасов, Неославізм, Балканська федерація та соціал-демократія

професор Антоні Гіза:
- Неославизм і Поляцтво 1906—1910, Щецин 1984
- Petersburskie konferencje neoslawistów 1909—1910 r. i ich znaczenie dla ruchu słowiańskiego, **"Przegląd Zachodniopomorski", 1982
- «Walka o ideowo-polityczne oblicze rosyjskiego neoslawizmu w latach 1906—1910», «Slavia Orientalis», 1983, № 3
- «Warszawskie środowisko neoslawistów 1906—1910», «Przegląd Zachodniopomorski», 1985, № 1/2
- "Neoslawiści wobec obchodów grunwaldzkich w Krakowie w 1910 r. [w:] Tradycja Grunwaldzka, cz. Я, стручок червоний. J. Maternickiego, Warszawa 1989
- Miejsce i rola Polski w wizji rosyjskich panslawistów II połowy XIX wieku i neoslawistów z początków XX wieku, «Acta Polono-Ruthenica», t. 2 (1997)